# S Персея
S Персея — красный сверхгигант или даже гипергигант, расположенный совсем рядом со знаменитыми рассеянными звёздными скоплениями χ и h Персея, к северу от NGC 869. Он является представителем полурегулярных переменных, чьи периоды изменения яркости могут быть существенно больше, чем нерегулярности таких же красных сверхгигантов-мирид.
Переменная звезда S Персея была открыта А. Крюгером в 1872 году, и затем стала объектом регулярных наблюдений, начиная с 1880 года. В ОКПЗ в 1969 году S Персея отмечена как полуправильная переменная звезда типа SRC спектрального типа M3ela-M4ela, то есть, как красный сверхгигант.
Первая серьезная попытка интерпретировать необычные колебания света S Персея была предпринята Г. Х. Тернером в 1904 году. Тернер объяснил наблюдаемые вариации света существованием трех мод периодичности длиной 840, 1 120, а 3 360 дней соответствующим амплитудами 0m,6, 0m,4, 0m,4, суперпозиция которых и образует кривую блеска. Через 35 лет Т. Е. Штерн (T. E. Sterne) предложил новую интерпретацию кривой блеска S Персея. Он обнаружил, что наблюдаемая кривая блеска лучше объясняется интерференцией двух мод периодичности длинами 810 и 916 дней соответственно.
В 2004 году с помощью дискретного Фурье-анализа, проводились последние по времени исследования кривой блеска S Персея по данным, полученным от Американской ассоциации наблюдателей переменных звезд (AAVSO). Эти наблюдения охватывали чуть более века, с февраля 1903 года по июль 2003 года. Целью анализ была попытка найти основные периоды изменчивости красного сверхгиганта. Исследования указывают на вероятность сложения комбинаций с периодами 745, 797, 952 и 2 857 дней. Хотя некоторые из этих периодов похожи на более ранние результаты, они, всё же, указывают на более сложную природу пульсаций, чем предполагалось ранее
.
Во время пульсаций радиус звезды изменяется очень сильно: от (приблизительно) 800 до 1 200 солнечных радиусов, то есть от 3,7 до 5,6 а.е.. Таким образом, если бы S Персея находилась бы на месте Солнца, то внутри звезды поместились бы все планеты земной группы и пояс астероидов, а во время максимума пульсаций, её радиус выходил бы за орбиту Юпитера. Температура звезды почти в два раза меньше солнечной, однако, S Персея оказалась не столь холодной, как это ожидалось.

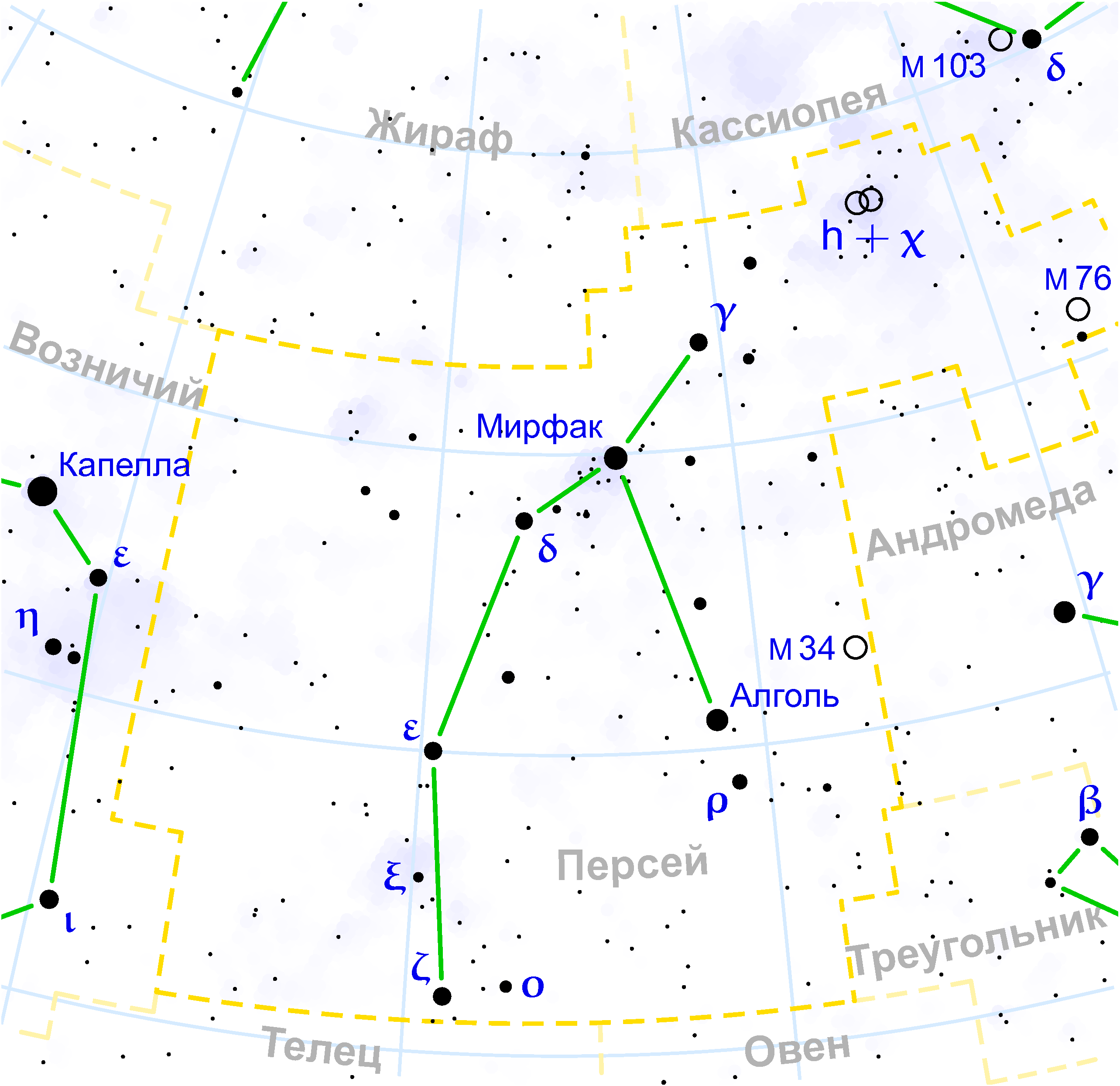
Положение S Персея на карте созвездия

Точная масса S Персея не известна, но скорее всего она лежит в пределе от 20 до 28 солнечных, что говорит о том, что звезда может закончить свою жизнь как сверхновая типа II или даже как гиперновая. В любом случае звезда расположена достаточно далеко от Земли, чтобы представлять угрозу.